# Kaitlyn Santa Juana
Kaitlyn Santa Juana (Langley, 19 de abril de 1997) é uma atriz e cantora canadense, mais conhecida por seu papel de Stefani Reyes no filme Final Destination: Bloodlines (2025). Seus créditos incluem produções de cinema, televisão e teatro.

## Primeiros anos
Nascida e criada no Canadá, Santa Juana é natural de Langley, na Colúmbia Britânica e cresceu em meio a influências multiculturais. Seu pai, Ronnie, é filipino, e sua mãe, Jeanette, é descendente de tchecoslovacos. A mãe da artista apreciava bastante a cultura do marido e costumava cozinhar pratos típicos da culinária das Filipinas. Dessa forma, a família tornou-se proprietária da JJ Bakes Company, um café em Langley que combina elementos gastronômicos das tradições filipina e eslovaca. Desde a infância, Santa Juana se interessou por canto, especialmente karaokê, uma prática muito popular na cultura filipina. Ela estudou na Brookswood Secondary School em Langley, onde participou ativamente de produções teatrais escolares. Depois de se formar, mudou-se para Nova Iorque, onde recebeu uma bolsa para estudar na Academia Americana de Música e Drama.

## Carreira
Santa Juana começou a atuar em 2016, aparecendo em um episódio de #Sti, uma série sobre pacientes com infecções sexualmente transmissíveis. Entre agosto de 2019 e março de 2020, juntou-se à produção canadense do musical Dear Evan Hansen, interpretando como atriz substituta os papéis de Zoe Murphy e Alana Beck. Ela se apresentou pela primeira vez no Royal Alexandra Theatre, em Toronto, antes de estrear na Broadway, no Teatro Music Box, em Nova Iorque. Em 2021, atuou no musical Play On! A Shakespeare-Inspired Mixtape, encenado no Festival de Stratford, em Ontário. Ela combinou performances vocais de canções como "A Case of You", de Joni Mitchell, e "Exit Music (For a Film)", do Radiohead, com leituras de peças de Shakespeare. A apresentação foi gravada e disponibilizada em streaming. No mesmo ano, ela estrelou o curta-metragem Thespians.
Em 2022, Santa Juana apareceu nos telefilmes He's Not Worth Dying For e We Need a Little Christmas, bem como no filme de terror e ficção científica The Friendship Game. Também interpretou Lydia Sánchez em dois episódios da oitava temporada de The Flash, da The CW. Em março de 2024, ela foi escalada para o papel principal do terror sobrenatural Final Destination: Bloodlines, o sexto filme da franquia Final Destination, lançado em maio de 2025. Santa Juana, que interpretou uma estudante universitária que tenta salvar seus familiares da perseguição da própria Morte, tornou-se a primeira atriz de ascendência filipina a protagonizar um filme da franquia.

## Filmografia

### Cinema
| Ano  | Título                        | Papel         | Notas          | Ref.   |
| ---- | ----------------------------- | ------------- | -------------- | ------ |
| 2021 | Thespians                     | Aidy          | Curta-metragem | [ 13 ] |
| 2022 | The Friendship Game           | Cotton Allen  |                | [ 13 ] |
| 2025 | Final Destination: Bloodlines | Stefani Reyes |                | [ 2 ]  |

### Televisão
| Ano  | Título                     | Papel         | Notas       | Ref.   |
| ---- | -------------------------- | ------------- | ----------- | ------ |
| 2016 | #Sti                       | Shauna        | 1 episódio  | [ 13 ] |
| 2022 | He's Not Worth Dying For   | Ari           | Telefilme   | [ 13 ] |
| 2022 | We Need a Little Christmas | Nadine        | Telefilme   | [ 13 ] |
| 2022 | The Flash                  | Lydia Sanchez | 2 episódios | [ 13 ] |

## Teatro
| Ano     | Título                                  | Papel                 | Local                   | Notas           | Ref.   |
| ------- | --------------------------------------- | --------------------- | ----------------------- | --------------- | ------ |
| 2019-20 | Dear Evan Hansen                        | Zoe Murphy/Alana Beck | Royal Alexandra Theatre | Substituta      | [ 8 ]  |
| 2019-20 | Dear Evan Hansen                        | Zoe Murphy/Alana Beck | Teatro Music Box        | Substituta      | [ 9 ]  |
| 2021    | Play On! A Shakespeare-Inspired Mixtape | Julia                 | Stratford Festival      | Musical gravado | [ 12 ] |